# Pinopolis
Pinopolis es un lugar designado por el censo del Condado de Berkeley en el estado estadounidense de Carolina del Sur.
Fundada alrededor del año 1845, se estableció en una elevación más alta en el país "bajo" de Carolina del Sur y le dio un escape de los mosquitos  y el calor incómodo. Se convirtió en un lugar de reunión para los de recursos durante este tiempo. Comparte este aspecto con otras comunidades en toda la plantación de la economía de esta época.
Un residente de la señora espontáneamente acuñó el nombre de "Pinopolis" a causa de los árboles de muchos pinos. Este es probablemente un reflejo de la educación que incluía referencias a griegos y latinos.
Durante la pre-Guerra de Secesión, el periodo se desarrolló de esta manera y se mantiene como un lugar de pulimento y refinamiento. En el período posterior a la Guerra Civil y durante el cambio del Sur, se convirtió en el lugar de la primera escuela primaria para estudiantes de color negro.
En 1939, el Santee Cooper Proyecto represado el Río Santee, las inundaciones cerca de 750 km² y la creación de Lago Moultrie en 1946. Debido a su altitud, Pinopolis se salvó de las inundaciones, y ahora existe como una península en el lago.